# Pseudocheiridae
Los pseudoquéiridos (Pseudocheiridae) son una familia de mamíferos marsupiales del orden Diprotodontia que contiene aproximadamente 17 especies de zarigüeyas de cola anillada y formas afines.

## Clasificación
- Subfamilia Hemibelideinae
  - Género Hemibelideus
    - Hemibelideus lemuroides

  - Género Petauroides
    - Petauroides volans
- Subfamilia Pseudocheirinae
  - Género Petropseudes
    - Petropseudes dahli

  - Género Pseudocheirus
    - Pseudocheirus peregrinus

  - Género Pseudochirulus
    - Pseudochirulus canescens
    - Pseudochirulus caroli
    - Pseudochirulus canescens
    - Pseudochirulus forbesi
    - Pseudochirulus herbertensis
    - Pseudochirulus larvatus
    - Pseudochirulus mayeri
    - Pseudochirulus schlegeli
- Subfamilia Pseudochiropsinae
  - Género Pseudochirops
    - Pseudochirops albertisii
    - Pseudochirops archeri
    - Pseudochirops corinnae
    - Pseudochirops coronatus
    - Pseudochirops cupreus